# Srpski Miletić
Srpski Miletić (v srbské cyrilici Српски Милетић, maďarsky Szerbmilitics) je vesnice v autonomní oblasti Vojvodina v Srbsku. Administrativně je součástí opštiny Odžaci. Obyvatelstvo vesnice je převážně srbské národnosti, malým počtem je potom zastoupena i černohorská menšina. V roce 2011 zde bylo napočítáno 3038 obyvatel.
V roce 1733 zde stálo již 160 domů. Obec byla známá pod názvem Rac-Miletić (maďarsky Rácz-Militics) podle označení pravoslavného (srbského) obyvatelstva v Uhrách na počátku novověku.
Vesnice se rozkládá západně od kanálu DTD a močálu Gornja slatina. V minulosti byla napojena na srbskou, resp. jugoslávskou železniční síť prostřednictvím odbočky z okolních regionálních tratí, ta však byla zrušena.